# Habaja
Habaja är en småköping i Estland. Den ligger i Kose kommun i landskapet Harjumaa, 40 km sydost om huvudstaden Tallinn. Antalet invånare var 311 år 2011. Den tillhörde Kõue kommun 1992–2013.
Habaja ligger 73 meter över havet och terrängen runt orten är mycket platt. Runt Habaja är det mycket glesbefolkat, med 5 invånare per kvadratkilometer. Närmaste större samhälle är Kose-Uuemõisa, 11 km norr om Habaja. I omgivningarna runt Habaja växer i huvudsak blandskog.